# 阿尼亚纳
阿尼亚纳（西班牙語：Añana）是西班牙巴斯克自治区阿拉瓦省的一个市镇。总面积约22km²，总人口156人（2017年），人口密度7人/km²。

## 人口
| 阿尼亚纳历史人口       |
|                        |
| 来源：西班牙国家统计局 |

## 盐池
阿尼亚纳是盐业重镇。自罗马时代以来，这里先后已建有5000多块鹽田。如今阿尼亚纳正发展水疗业，以吸引更多的游客。

## 图集

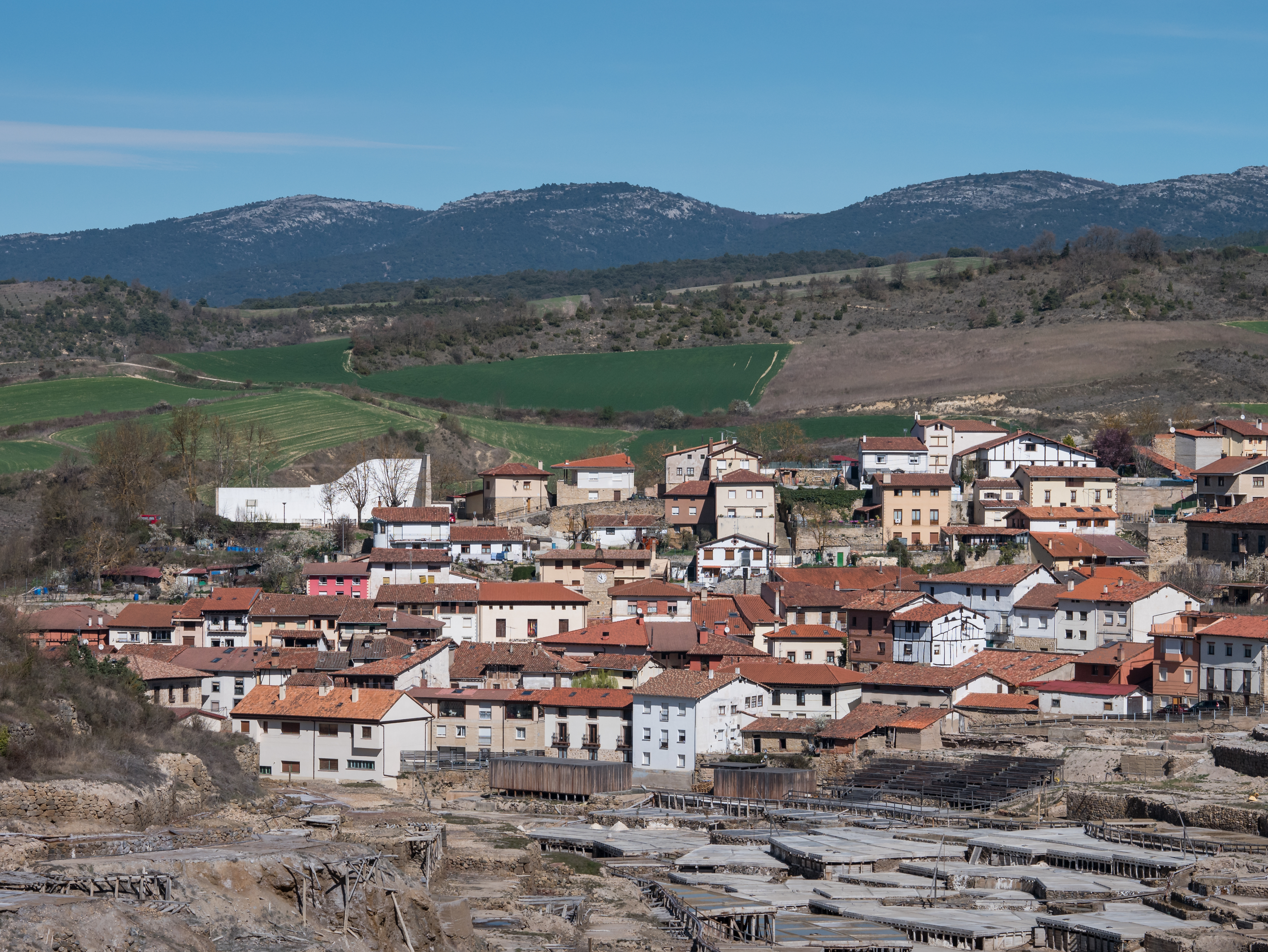
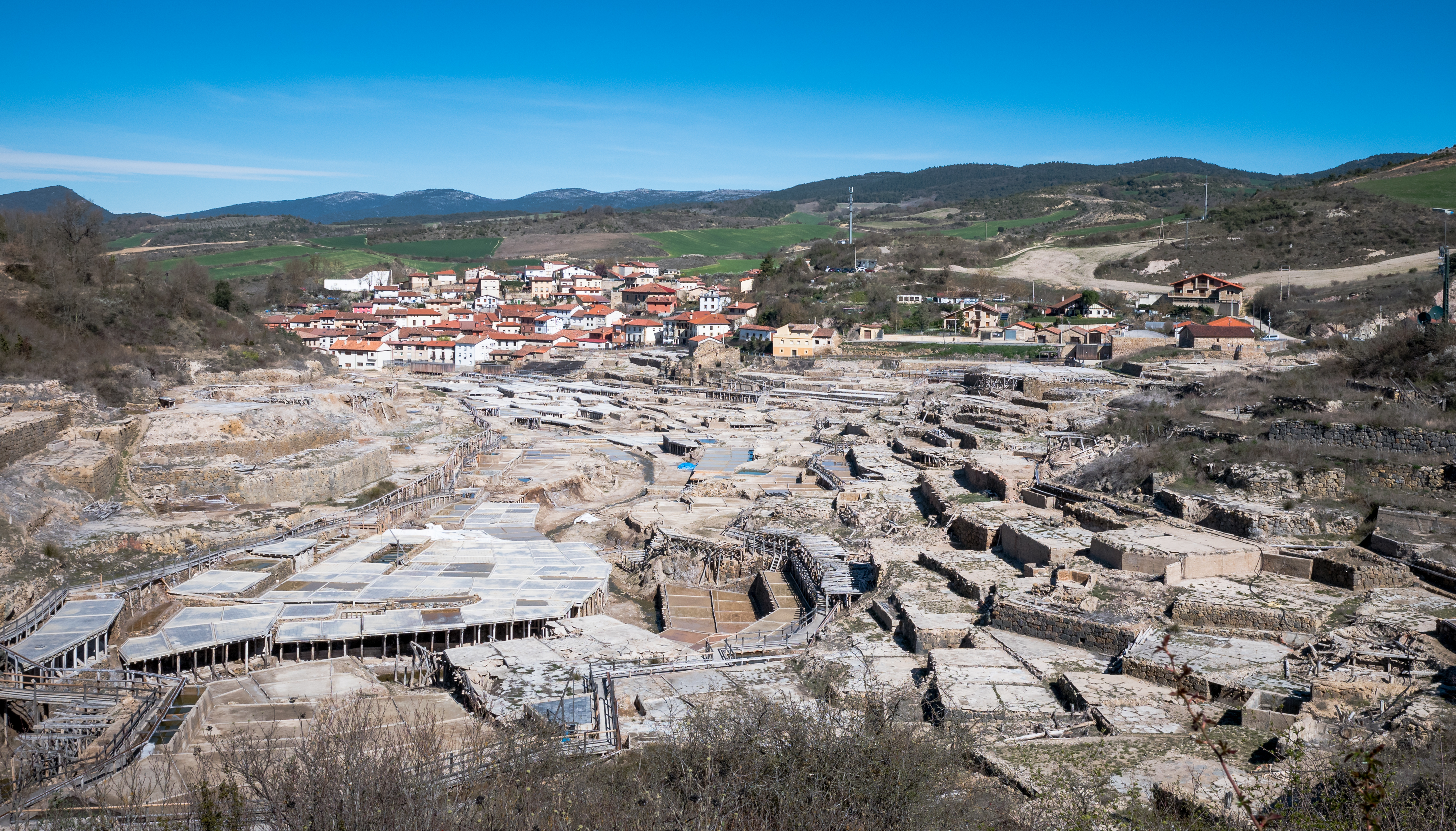
盐池
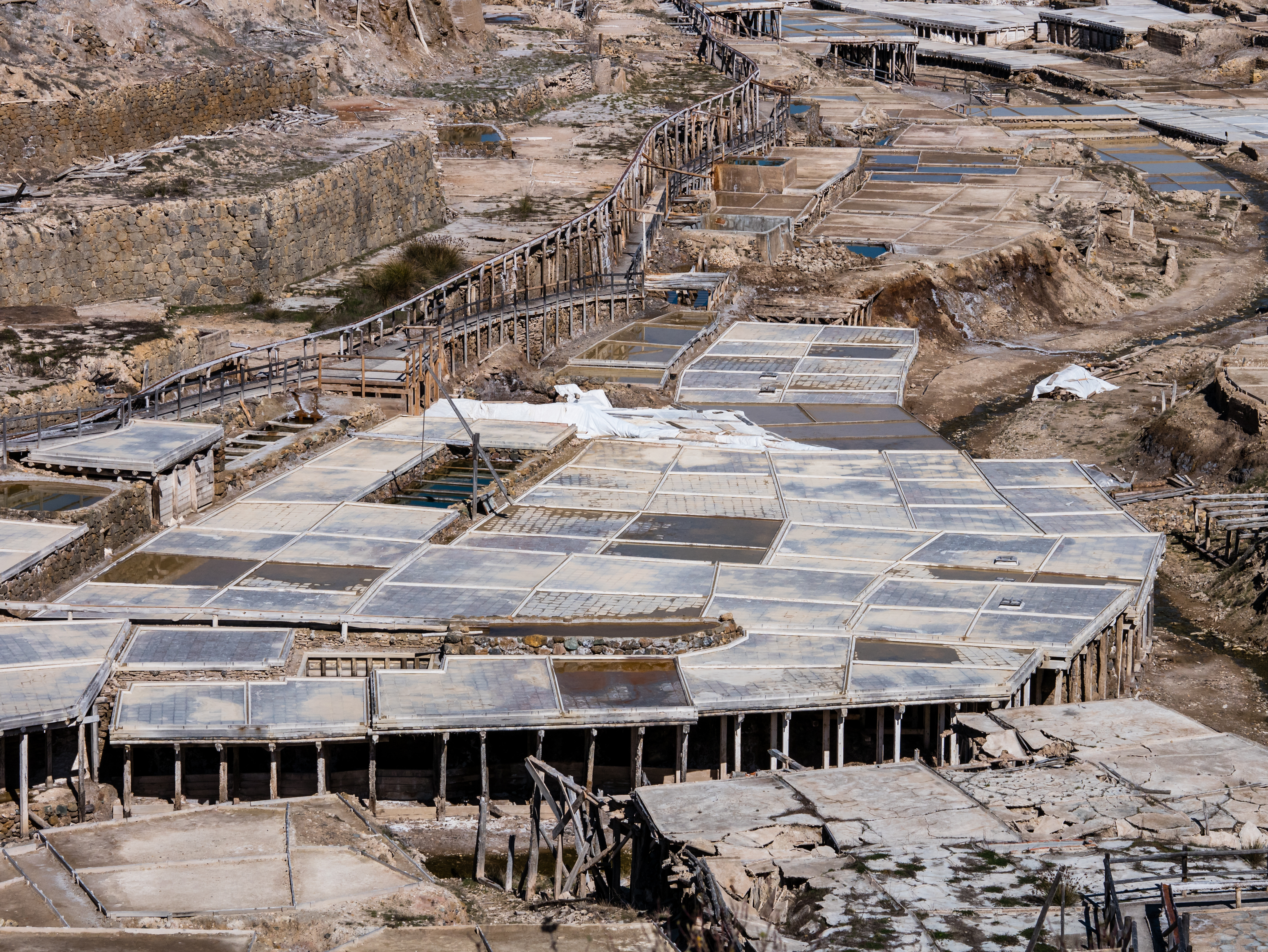
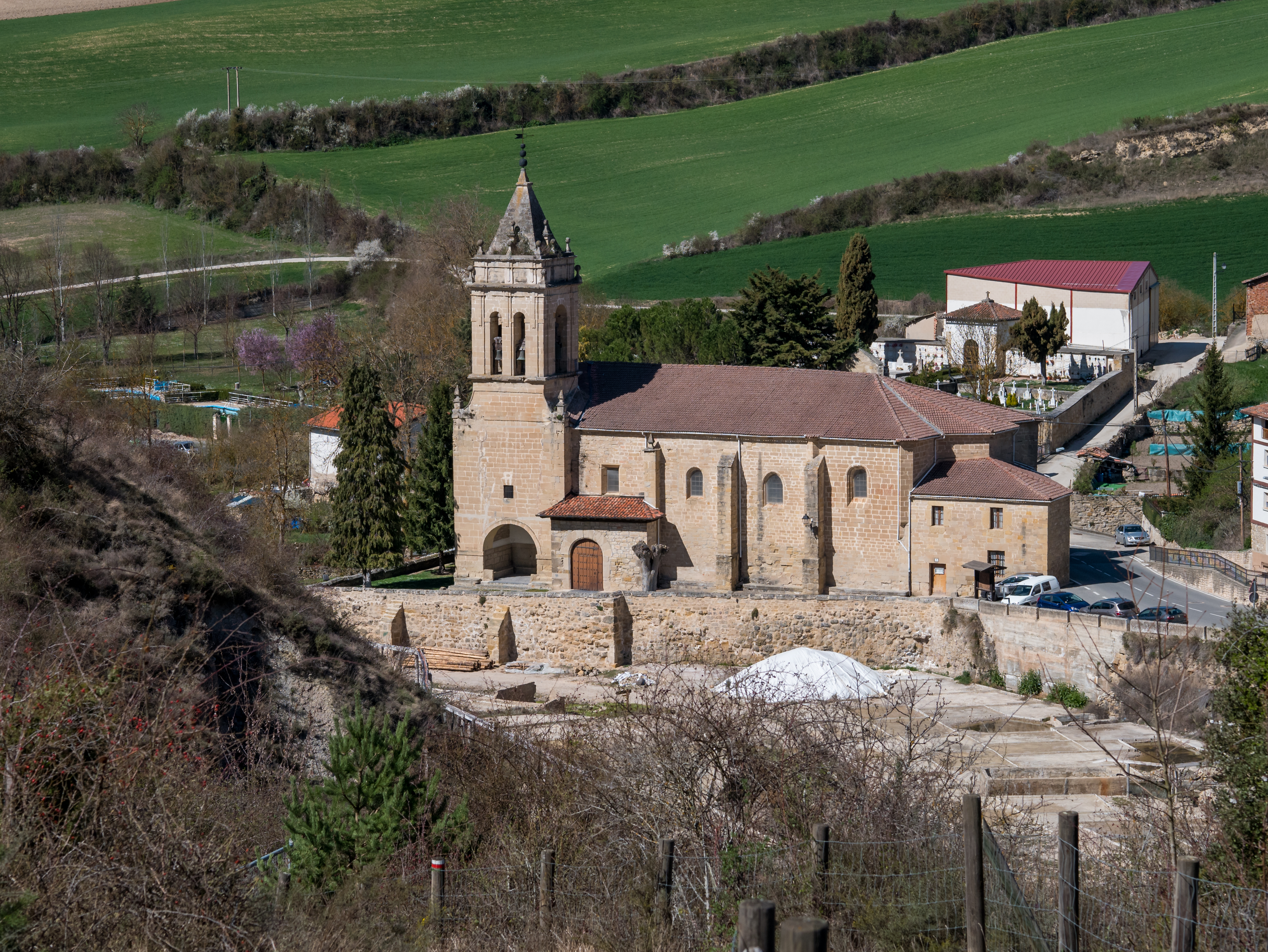
教堂